# Walter Kolberg
Walter Kolberg (* 13. März 1899 in Güstow, Uckermark; † Ende 1954 im Arbeitslager Workuta, Russland) war ein deutscher Politiker und Landtagsabgeordneter (CDU). Er wurde Opfer der stalinistischen Verfolgung in der DDR. Nach ihm wurde eine Brücke in Wolgast benannt.

## Leben
Walter Kolberg absolvierte nach der Realschule eine Lehre zum Bäcker. Bereits mit 18 Jahren, 1917 wurde er zum Kriegsdienst einberufen. Im Jahr 1921 nahm er eine Stelle als Schutzpolizist an, schied aber 1933 auf eigenen Wunsch aus dem Polizeidienst aus. Dann machte er sich im Bäckerhandwerk selbstständig.
Nach Beendigung des Zweiten Weltkriegs, im August 1945 gehörte er zu den Mitbegründern der CDU-Ortsgruppe in Wolgast und wurde nach der ersten Wahl im Land Mecklenburg-Vorpommern stellvertretender Bürgermeister der Stadt. Es folgte seine Mitgliedschaft im Kreistag des Kreises Greifswald ab Oktober 1946 gehörte Kolberg dem Landtag Mecklenburg-Vorpommern an. Hier arbeitete er mit Werner Jöhren zusammen.
Am 20. September 1950 wurde er verhaftet. Ihm wurden Verbindungen zum Ostbüro der CDU vorgeworfen. Wegen „Spionage und illegaler Gruppenbildung“ verurteilte ihn ein sowjetisches Militärtribunal im Mai 1951 in Schwerin zu 25 Jahren Zwangsarbeit in einem Gulag. Er wurde in das Arbeitslager Workuta deportiert, wo er 1954 starb.

Nach der deutschen Wiedervereinigung und der Neugründung der Bundesländer wurden Kolbergs Verdienste in der Zeit des Aufbaus der DDR wieder gewürdigt. Er wurde 1999 rehabilitiert. Eine innerstädtische Brücke in Wolgast erhielt schließlich seinen Namen und eine bronzene Gedenktafel wurde angebracht.
Das Archiv für Christlich-Demokratische Politik übernahm Anfang 2006 wichtige Stücke aus dem Nachlass Walter Kolbergs.